# St. Helens, Oregon
St. Helens är en stad i Columbia County i delstaten Oregon, USA och har 10 019 invånare (2000) och en yta på 13,8 km². St. Helens är administrativ huvudort (county seat) i Columbia County. Orten ligger vid Columbiafloden 50 km norr om Portland.